# エグレム
エグレム (EGREM、スペイン語：Empresa de Grabaciones y Ediciones Musicales)は、キューバの国営レコード会社。
1964年、フィデル・カストロ政権の下で発足し、現在もキューバ国内で運営が行われている。
1980年代後半までの間はキューバで唯一のレコード会社として機能した。

## 概要
1959年、キューバ革命によってフィデル・カストロを最高指導者とした共産主義政権が発足し、国内の民間企業がすべて国営化された。
民間資本のレコード会社も例外ではなく、政府は1964年までにキューバ国内にあるレコード会社の多くを国有化した。
上記の政策によって国有化したレコード会社を統合して生まれたレーベルの一つが、国営企業「エグレム」である。
1960年代中盤以降、エグレムはいくつかのサブレーベルを産み出した。
1980年代以降、キューバ国内では新興レコード会社が出現したが、現在（2015年）に至るまで、エグレムは国内最大規模の音楽レーベルとして機能し続けている。2015年、ソニー・ミュージックは、エグレムが保有する音源を世界的に販売するためのライセンス契約をエグレムと結んだ。

## サブレーベル
- アレイト（Areito） - 1964年設立、1996年活動終了。レーベル名はタイノ族が行う宗教儀式の名称に由来する。
- パルマ（Palma） - アレイトが制作した作品を海外向けに販売する際に用いられたレーベル。レーベル面には「LA MUSICA CUBANA POR TODO EL MUNDO」「CUBAN MUSIC ALL AROUND THE WORLD」の文字が刻まれている[4]。
- シボネイ（Siboney） - アレイトがキューバ島北西地域のハバナを拠点にしていたのに対し、シボネイはキューバ南東地域のサンティアゴ・デ・クーバに拠点を置いていた。
- グアマ（Guamá） - 1970年代に誕生。パルマに代わってキューバ音楽の国際流通を行った。
- ドゥホ（Dujo）

など

## 所属アーティスト
- チューチョ・バルデース
- ロス・バン・バン
- ゴンサロ・ルバルカバ
- ピオ・レイヴァ
- イラケレ

など